# Vento del Golfo
La motonave Vento del Golfo fu la prima nave Ro-Ro ad effettuare un servizio regolare di linea container sulla tratta Genova-Porto Torres.
Dal riconoscibile passato bellico, fu progettata con il portellone di poppa e adattata al trasporto di materiale rotabile su gomma: auto, camion e pianali di rimorchio; poggiando il portellone sulla banchina, i mezzi entravano ed uscivano senza ausili portuali.

## Storia
Costruita come LCT.312, fu varata il 17 dicembre 1941 a Middlesbrough e consegnata nel 1942 alla Royal Navy come LCF.3 (Landing Craft Flak).
Nel 1949 viene trasferita in Svezia e utilizzata come traghetto prendendo il nome di Panny, svolgendo un servizio per la Rederi Ab di Sally, a Mariehamn dove, nel 1962, viene convertita in nave Ro-Ro.
La compagnia armatoriale Tarros (azienda) acquista la nave nel 1966, dandole il nome di Vento del Golfo e nel 1967 sarà la prima nave nel Mediterraneo ad effettuare un servizio  regolare di linea container sulla rotta tra Genova e la Sardegna. 
Nel 1973 viene venduta alla Amal Spa di Messina che la chiamerà Annarita Prima.
Nel 1976 prende il nome di Teutonia e nel 1978 la società di Napoli Naviglio Meridionale la chiamerà Ramadan.
Nel 1983 la nave viene venduta alla Decomar per essere demolita a La Spezia.